# Geograph
Als Geograph bzw. Geograf (abgeleitet von altgriechisch γεω (geō), deutsch ‚Erde‘ und γράφειν (gráphein), deutsch ‚(auf-)schreiben, zeichnen‘) wird ein Wissenschaftler oder Forscher auf dem Gebiet der Geographie („Erdkunde“) bezeichnet und insbesondere eine Person, die ein universitäres Studium der Geographie erfolgreich und beurkundet abgeschlossen hat.
Durch die stark interdisziplinär geprägte Ausrichtung und fachliche Breite der modernen Geographie sind Geographen an der Schnittstelle zwischen Natur-, Ingenieur-, Sozial- und Geisteswissenschaften tätig und führen (häufig in interdisziplinären Teams eingesetzt) die fachlichen Fäden der jeweiligen Wissenschaften bzw. ihrer Unterfachbereiche interdisziplinär zusammen. Durch ihre Brückenkopffunktion sind Geographen recht vielseitig einsetzbar und heutzutage in zahlreichen Branchen vertreten, das genaue Berufsbild kann aber folglich nicht klar abgegrenzt werden.
Historisch gesehen ist der Beruf des Geographen schon recht alt, das Aufgabenfeld von Geographen hat sich aber im Laufe der Jahrhunderte stetig gewandelt. Während die Geographen des 19. und frühen 20. Jahrhunderts als Entdecker bzw. Forschungsreisende vorwiegend an der systematischen Erfassung und Vermessung der Erde wirkten, so sind die Geographen des 21. Jahrhunderts zunehmend gefragte Experten sowohl in der Privatwirtschaft als auch im öffentlichen Dienst, insbesondere vor dem Hintergrund globaler Probleme wie z. B. Klimawandel, Bevölkerungswachstum, Migrationsströme, Verbreitung von Krankheiten, wirtschaftliche Ungleichheit, Umwelteingriffe und Ressourcenverbrauch, Hunger- und Trinkwassermangel und Verstädterung.

## Tätigkeiten
Geographen untersuchen die Erdoberfläche (Geosphäre) nach deren räumlichen Strukturen, den ablaufenden Prozessen, sowie deren Funktionsweisen (Wechselwirkungen zwischen den Geofaktoren). Sie arbeiten an der Schnittstelle zwischen Natur-, Sozial- und Geisteswissenschaften und gehören je nach Ausrichtung (z. B. der Universität) zu den Naturwissenschaftlern, den Sozial- und Geisteswissenschaftlern oder zu den Raumwissenschaftlern. Sie erheben auf unterschiedlichen Maßstabsebenen selbständig raumbezogene Daten, analysieren diese, leiten aus ihnen allgemeine Theorien und Modelle ab und können anhand dieser raumbezogene Entwicklungstendenzen prognostizieren.
Geographen sind aufgrund der Breite des Fachgebiets häufig Generalisten, können aber auch nach einer Spezialisierung auf bestimmte Fachbereiche als Spezialisten fungieren. Ihre Arbeitsweise ist sowohl analysierend als auch normativ; als Planer eingesetzte Geographen orientieren sich am modernen Planungsverständnis und liefern Lösungsansätze für Probleme zwischen Mensch und Umwelt.
Entgegen der weitverbreiteten Ansicht, Geographen beschäftigten sich mit der Herstellung von Kartenwerken, ist dies heute Aufgabe von Kartographen. Letztere arbeiten in der Praxis häufig mit Geographen zusammen, da analoge Landkarten bzw. digitale Geodaten räumlich lokalisierbare Strukturen (die von Geographen untersucht werden) am zweckmäßigsten abbilden.
Durch den Einsatz von Geoinformationssystemen sind Geographen in der Lage, selbständig raumbezogene Daten zu erfassen, zu verwalten, zu analysieren und zu präsentieren.

## Einsatzfelder
Geographen arbeiten heutzutage bei kommunalen, regionalen und nationalen und supranationalen Behörden und Dienststellen; des Weiteren vielfach in Kammern und Verbänden, in der Entwicklungszusammenarbeit sowie bei Nichtregierungsorganisationen (NGOs) z. B. im Umweltbereich. In der Privatwirtschaft arbeiten Geographen zumeist als Planer und beratende Raumwissenschaftler in Planungs- und Ingenieurgesellschaften. Ebenso arbeiten sie in der Verkehrsbranche in Sachen der Verkehrsplanung. Auch von größeren Unternehmen und Institutionen wird der Sachverstand von Geographen im Bereich der strategischen und standörtlichen Entwicklung geschätzt.
Auswahl häufiger Arbeitsbereiche:
- Raumforschung, Raumordnung und Raumentwicklung (z. B. Stadt- und Regionalentwicklung, Standortplanung)
- Entwicklungsforschung, Entwicklungszusammenarbeit
- Naturgefahrenforschung, Umweltmanagement, Landschaftsökologie
- Geographische Informationsverarbeitung (z. B. GIS, Fernerkundung)

## Akademische Grade und Studienabschlüsse
In der Bundesrepublik Deutschland, der Schweiz und in Österreich ist der Geograph ein akademischer Beruf mit mindestens sechs Semestern Hochschulstudium.
Das Geographiestudium kann in Deutschland an 63 Universitäten absolviert werden, ein Fachhochschulstudium existiert nicht.
Im Zuge der veränderten Studienordnungen durch den Bologna-Prozess sind alle Studiengänge der Geographie in Bachelor- und Master-Studiengänge eingeteilt und es werden die folgenden dazugehörigen akademischen Grade vergeben:
- Bachelor of Science: B. Sc.
- Bachelor of Arts: B. A.
- Master of Science: M. Sc.
- Master of Arts: M. A.

Vor dem Bologna-Prozess wurden in der Geographie die folgenden akademischen Grade verliehen:
- Diplomgeograph(-in): Dipl.-Geogr.
- Magister Artium (der Geographie): M. A.
- Wissenschaftliches Staatsexamen: Erste (Wiss.) Staatsprüfung

Der Doktorgrad für geographische Studien wird entsprechend der jeweiligen Promotionsordnung verliehen. Üblich sind:
- Dr. rer. nat. (v. a. für Physiogeographen)
- Dr. rer. soc. (v. a. für Humangeographen)
- Dr. phil.
- Dr.-Ing. (v. a. für Raumplaner)
- Ph. D. (im neuen dreigliedrigen System)

Da die Geographie als interdisziplinäre Wissenschaft zahlreiche Anknüpfungspunkte zu anderen Disziplinen aufweist und diese fachlich zusammenführt, lässt sich das Berufsbild von Geographen häufig nicht klar abgrenzen. Spezialisierte Berufe im fachlich verwandten Bereich sind z. B. Geoinformatiker, Geologe, Meteorologe, Bodenkundler, Geoökologe, Wirtschaftsgeograph, Raumplaner, Regionalplaner, Verkehrsplaner, Stadtplaner, Immobilienentwickler, Standortplaner u.v. a.m.

## Der Geograph in der Kunst

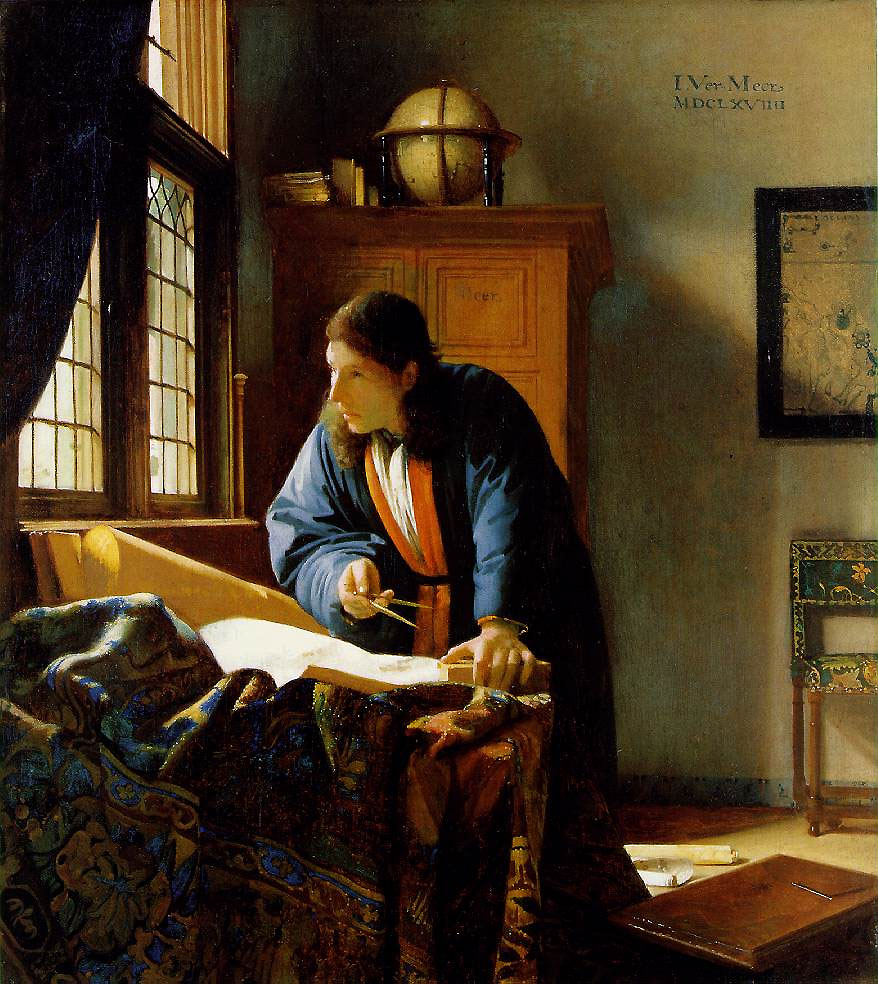
Johannes Vermeer: Der Geograph, 1669

Johannes Vermeer malte das berühmte Gemälde Der Geograph in den Jahren 1668/69. Bis 1797 bildete es mit dem Gemälde Der Astronom ein Bildpaar. Danach wurden die Bilder separat verkauft. Sie dokumentieren das wachsende Ansehen der naturwissenschaftlichen Forschung im Europa des 17. Jahrhunderts.
In der Literatur ist der wohl bekannteste Geograph jener im Bestseller „Der Kleine Prinz“ von Antoine de Saint-Exupéry, den der Protagonist als Mann mit „richtigem Beruf“ bezeichnet, während der Geograph klarstellt, selbst kein Forscher zu sein und nur Unvergängliches aufzuzeichnen.

## Berühmte Geographen nach Schaffensperiode

### Antike
- Anaximander aus Milet (um 550 v. Chr.) erste Skizzen einer Karte der Erde und der Meere
- Herodot von Halikarnassos (484–424 v. Chr.) verfasste eine Vielzahl von geographischen Berichten
- Pytheas, griechischer Entdecker in Nordeuropa, (380–310 v. Chr.)
- Eratosthenes, er prägte den Begriff der Geographie, Schöpfer des Gradnetzes (284–202 v. Chr.)
- Strabon, hinterließ umfangreiche Weltbeschreibung aus dem 1. Jahrhundert (63 v. Chr.–23 n. Chr.), Griechenland
- Claudius Ptolemäus, Hauptvertreter des geozentrischen Weltbilds (100–175 n. Chr.), Ägypten

### Mittelalter
- Abū Zaid al-Balchī (849–934)
- al-Muqaddasī (945–nach 1000)
- al-Idrisi (1100–1166), Ersteller der Tabula Rogeriana

### Frühe Neuzeit
- Johannes Michael Gigas (1582–1637)
- Bernhard Varenius (1622–1650), differenzierten Allgemeine und Regionale Geographie
- Johann Gottfried Gregorii alias MELISSANTES (1685–1770) hauptberuflich freischaffender Geograph von 1708 bis 1720 und
- Johann Hübner (1668–1731) verfassten über Jahrzehnte deutschsprachige Lehrbücher zur Geographie, thematische Lexika und Textteile von Atlanten

### Aufklärung
- Anton Friedrich Büsching (1724–1793), verfasste eine elfbändige Neue Erdbeschreibung der Wirtschaftsgeographie
- Johann Christoph Friedrich GutsMuths (1759–1839), gilt als Begründer des geogr. Schulunterrichts
- Alexander von Humboldt (1769–1859), Begründer der physischen Geographie
- Johann Günther Friedrich Cannabich (1777–1859), verfasste 1823 ein geogr. Standardwerk
- Carl Ritter (1779–1859), Begründer der modernen Geographie gemeinsam mit Humboldt

### Moderne
- Siegfried Passarge (1866–1958), Begründer der Landschaftsgeographie
- Sven Hedin (1865–1952), Entdeckungsreisender
- George Perkins Marsh (1801–1882), entdeckte den Einfluss des Menschen auf die Natur
- Heinrich Adamy (1812–1897), bedeutsamer schlesischer Heimatgeograph
- Johann Eduard Wappäus (1812–1879), Pionier in der statistischen Methodik innerhalb der Geographie
- Élisée Reclus (1830–1905) entwickelte die Sozialgeographie
- Ferdinand Freiherr von Richthofen (1833–1905), definierte die Geographie neu und ihr erster bedeutender dt. Professor
- Alfred Kirchhoff (1838–1907), darwinistisch geprägter Geograph
- Friedrich Ratzel (1844–1904), sozialdarwinistisch geprägter Anthropogeograph
- Paul Vidal de la Blache (1845–1918) entwickelt das Konzept des Possibilismus
- Wladimir Peter Köppen (1846–1940), Grundlagen der effektiven Klimaklassifikation
- Albrecht Penck (1858–1945) führte die Geomorphologie voran
- Alfred Hettner (1859–1941) definierte die Geographie als Raumwissenschaft
- Sebald Rudolf Steinmetz (1862–1940) entwickelte die Soziographie
- Karl Haushofer (1869–1946) entwickelte die Geopolitik
- Alfred Wegener (1880–1930), Meteorologe und Polarforscher, Hauptverfechter der Plattentektonik
- Walter Christaller (1893–1969), Entwickler des Zentrale-Orte-Systems
- Carl Troll (1899–1975), Pionier der Landschaftsökologie
- Hans Bobek (1903–1990), Wirtschafts- und Sozialgeograph
- Wolfgang Hartke (1908–1997), Wirtschafts- und Sozialgeograph
- Ernst Neef (1908–1984), Dresdner Schule der Landschaftsökologie
- Josef Schmithüsen (1909–1984), Landschaftsökologie
- Herbert Wilhelmy (1910–2003), Universalist der Physischen Geographie und der Humangeographie
- Karlheinz Paffen (1914–1983), Landschaftsökologie
- Wolfgang Weischet (1921–1998), Verfasser des Standardwerks Einführung in die Allgemeine Klimatologie
- Wilhelm Lauer (1923–2007), Pionier der ökophysiologischen Klimaklassifikation und Geoökologie
- Eugen Wirth (1925–2012), Orientforscher und Stadtgeograph, Theoretischen Kulturgeographie
- Bruno Messerli (1931–2019), schweizerischer Geomorphologe und Gebirgsforscher
- Ludwig Schätzl (* 1938), Wirtschaftsgeograph, verfasste hierzu eines der Standardlehrwerke
- Jürgen Bähr (1940–2014), Professor für Stadt- und Bevölkerungsgeografie
- Hans Heinrich Blotevogel (* 1943), bedeutender zeitgenössischer Vertreter der Humangeographie und der Raum- und Stadtplanung

## Zeitgenössische Geographen
Siehe Geographen des 20. Jahrhunderts und des 21. Jahrhunderts.

### Biographien
- Hanno Beck: Große Geographen. Pioniere – Außenseiter – Gelehrte. Dietrich Reimer Verlag, Berlin 1982, ISBN 3-496-00507-6

### Studium und Tätigkeitsfelder
- Jussi Baade, Holger Gertel, Antje Schlottmann: Wissenschaftliches Arbeiten: Ein Leitfaden für Studierende der Geographie. 2. Auflage. Haupt/UTB, Bern/Stuttgart 2010, ISBN 978-3-8252-2630-5.
- Axel Borsdorf: Geographisch denken und wissenschaftlich arbeiten. 2. Auflage. Spektrum, Heidelberg 2007, ISBN 978-3-8274-1920-0.
- Der Arbeitsmarkt für Geographinnen und Geographen. In: Bundesagentur für Arbeit (Hrsg.): Arbeitsmarkt-Information für qualifizierte Fach- und Führungskräfte. 2005 (online [PDF]).
- Johannes Glückler, Pascal Goeke: Die Wissensarchitektur der deutschen Hochschulgeographie: Ein Blick hinter den Organisationsplan einer Disziplin. In: SPACES online. Nr. 6, 2008 (online [PDF]).